# Roue de secours
Pour le téléfilm, voir Roue de secours (téléfilm).

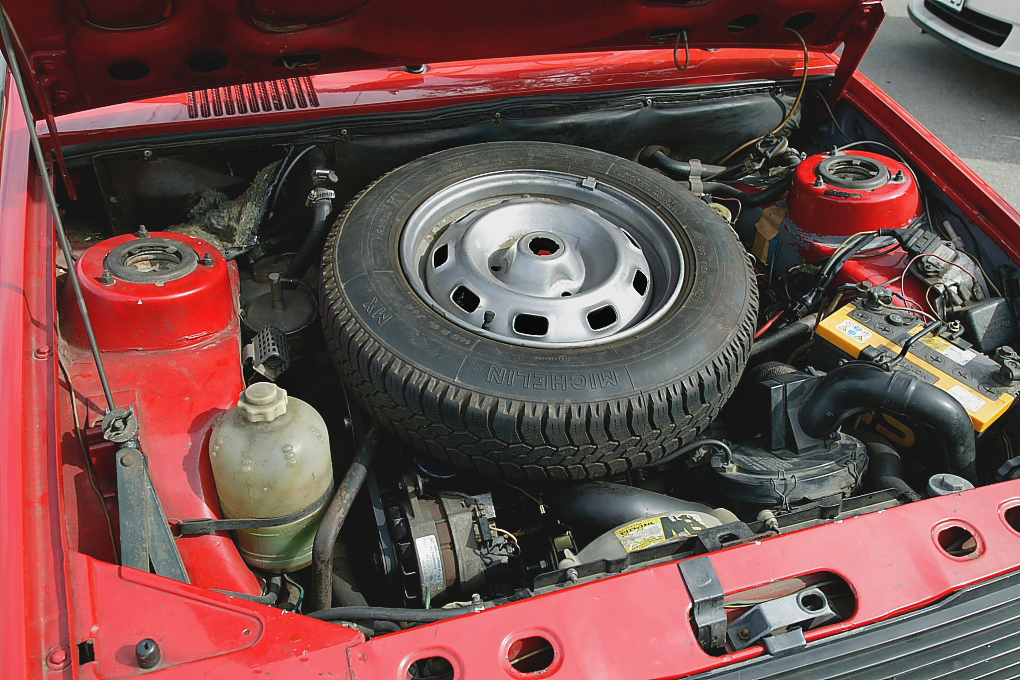
Roue de secours d'une Renault 14.

Une roue de secours, ou un pneu de secours, est un pneumatique monté sur une jante embarqué dans une automobile (ou un véhicule à moteur utilisant des pneumatiques) destiné à remplacer temporairement une roue dont le pneumatique est crevé.
Une roue de secours peut être une roue semblable aux autres du véhicule, ou une roue de plus petite taille, notamment dans le cas de véhicules équipés de jantes aluminium de grande taille. Il existe également des roues de secours de type « galette », qui sont composées de jantes et pneus de faible largeur, permettant d'économiser de l'espace et de la masse. La vitesse est alors limitée à 80 km/h quand ce type de roue est monté sur le véhicule.
La roue de secours est généralement embarquée dans le coffre d'un véhicule automobile, mais il existe certains exemples où elle est montée sous le capot. Dans le cas des SUV et véhicules tout-terrains, il arrive également qu'elle soit fixée sur la porte du coffre, bien que cette pratique tende à disparaitre.
Il ne faut pas oublier de la contrôler ou de la changer régulièrement pour ceux qui n'ont une roue du type « galette », c'est-à-dire une roue provisoire pleine.
Il faut toutefois noter que tous les véhicules automobiles ne sont pas équipés de roue de secours ; dans certains cas, un dispositif de réparation provisoire du pneu (couramment appelé bombe anti-crevaison) est proposé à la place. Il existe également des pneus capables de rouler sur des faibles distances et à une vitesse limitée avec une perte de pression (pneu de roulage à plat, en anglais run flat tyre).